# Boogie-woogie
Boogie-woogie er en amerikansk dans til jazzmusik. Der er også en jazzklaverstil, hvor der spilles solopiano med walking bas i venstrehånden og improvisationer i højrehånden. Bassen holder takten fast, men venstrehåndens improvisationer er med mange synkoper. Dyrkes oftest af bluespianister afvekslende med deres bluessange.